# Tiago Apolónia
Pour les articles homonymes, voir Apolonia (homonymie).
Tiago Apolónia (né le 28 juillet 1986 à Lisbonne) est un pongiste portugais.

## Carrière
Il est classé en août 2012 n°35 mondial, n°14 européen et n°2 dans son pays. Apolónia a représenté le Portugal lors des Jeux olympiques de 2008  et a notamment remporté l'Open d'Autriche ITTF en octobre 2010 en battant Timo Boll en finale.

## Palmarès
- 2000
  -  Vice-Champion d'Europe cadet en double.
- 2003
  -  Vice-Champion du monde junior en double.
  - Vainqueur de l'Open du Brésil junior en simple.
- 2004
  -  Champion d'Europe junior en double.
- 2006
  - Vainqueur de l'Open du Brésil en double.
- 2010
  - Vainqueur de l'Open d'Autriche en simple.
- 2013
  -  Médaille de bronze aux Championnats d'Europe en double.
- 2014
  -  Champion d'Europe par équipe.
- 2015
  -  Demi-finaliste du championnat d'Europe en simple.
- 2021
  -  Demi-finaliste du championnat d'Europe en double.